# Holokauszttagadás
Az úgynevezett holokauszttagadás, vagy ahogy hívei nevezik, a holokausztrevizionizmus (közkeletű elnevezése még negacionizmus) a közelmúlt történelmének olyan szemlélete, miszerint a zsidóság ellen a második világháborúban elkövetett népirtás – melyet általában holokauszt néven említenek – nem, vagy nem azon a módon és abban a mértékben történt meg, ahogy a történettudomány általánosan elfogadott tézisei állítják.
A holokauszt tagadása annak a hivatalos álláspontnak a tagadását vagy felülvizsgálatát jelenti, amely szerint a náci német kormánynak elhatározott terve volt a zsidóság mint nép fizikai megsemmisítése, illetve hogy ez a tömeggyilkosság úgynevezett haláltáborokban, tömeges kivégzőeszközök felhasználásával, gázkamrákban történt. Ezen kívül ide tartozik annak tagadása, hogy a szisztematikus pusztítás áldozatainak száma hatmillió körüli volt.[forrás?]
Mivel a holokauszt a történészek többsége szerint az egyik legjobban dokumentált jelenkori történelmi esemény, tagadói álláspontját többnyire nem tekintik hitelt érdemlőnek. Az Amerikai Egyesült Államok legnagyobb történészegyesülete, az Amerikai Történeti Társaság szerint, a holokauszt tagadása „legjobb esetben is csak a tudományos csalás egyik formája.” A holokauszt tagadói ezzel szemben azt állítják, hogy miközben a Német Birodalom minden ténykedését tengernyi korabeli iratanyag dokumentálja, egyetlen olyan, Adolf Hitler vagy más nemzetiszocialista vezető által kiadott parancs vagy hivatalos dokumentum sem ismert, mely a zsidók fizikai megsemmisítésének szándékára utalna. A holokauszt-revizionisták a maguk részéről a holokauszt hivatalos elméletét tekintik tudományos csalásnak, történelemhamisításnak.
Ma a revizionista vagy holokauszttagadónak nevezett nézetek hirdetése a következő országokban bűncselekménynek számít: Ausztria, Belgium, Csehország, Franciaország, Izrael, Lengyelország, Litvánia, Magyarország, Németország, Olaszország, Románia, Svájc és Szlovákia.
Korábban Spanyolországban is bűncselekménynek számított a holokauszttagadás, de 2007-ben törölték a törvényből a tagadást mint büntetendő cselekményt.
A holokauszttagadók az 1970-es és '80-as évek tájékán léptek színre. A híresebb, revizionistának tekintett történészek, gondolkodók, szerzők közül néhány: Ernst Zündel, Richard Harwood, David Irving, Paul Rassinier, Robert Faurisson, Roger Garaudy, Josef Gideon Ginsburg, Carlos Whitlock Porter, Gerd Honsik és Ahmed Rami

## Története
Harry Elmer Barnes, aki egykoron a történelemkutatás fősodrához tartozott, később holokauszttagadó állításokat tett. Az első és a második világháború közt a történelmi revizionista mozgalom vezetőjeként háborúellenes írásokat közölt. 1924-től annak a német kormány által támogatott szellemi műhelynek lett a tagja, amelynek célja annak a hivatalos német álláspontnak a terjesztése, miszerint Németország a világháború áldozata, és a versailles-i békeszerződés erkölcsi alapokon támadható. A mozgalom tudományos társaságnak tüntette fel magát, de az idő múlásával nyilvánvalóvá vált, hogy a társaság a hivatalos és vonzó, a német kormány által megfogalmazott álláspontot védte.
A második világháborút követően Barnes úgy vélekedett, hogy a Németország és a Japán ellen megfogalmazott vádak hamisak, a holokauszt pedig a szövetséges erők propagandagépezetének agyszüleménye, melynek egyetlen célja az Egyesült Államok hadba lépésének legitimálása. Barnes szerint a világháborút nem Németország robbantotta ki. Továbbá úgy véli, hogy a szövetséges erők által véghezvitt atrocitások messze felülmúlják a németekét és a szövetségesek a holokauszt történetével akarják erről elterelni a figyelmet. Barnes a francia holokauszttagadó történész Paul Rassinier-re hivatkozva azt az álláspontot képviseli, miszerint a zsidóság csak azért terjeszti a holokauszt propagandáját, hogy több milliárd franknyi kártérítést tudjon kicsikarni magának.
Rassinier 1964-ben publikálta az „Az európai zsidók drámája" c. könyvét, melyben amellett érvel, hogy a holokauszt kitaláció, egy nemzetközi cionista/szövetséges/szovjet összeesküvés része. Bírálói azt állítják, hogy Barnes nem tünteti fel a forrásait és, hogy figyelmen kívül hagyja az álláspontjának ellentmondó bizonyítékokat. A bírálatok ellenére a modernkori holokauszttagadó irodalom gyakran hivatkozik Rassinier munkásságára.
Arthur Buzt 1976-os A XX. század átverése és David Irving 1977-es Hitler háborúja új híveket szerzett a holokauszttagadó mozgalomnak. 1978 decemberében és 1979 januárjában Robert Faurisson két levelet írt a Le Monde-nak, amelyekben azt állította, a náci gázkamrák nem léteztek. Faurisson egyik munkatársa, Jean-Claude Pressac kezdetben támogatta Faurisson nézeteit, de 1979-ben az auschwitzi táborban tett látogatása során alkalma nyílt megvizsgálni a koncentrációs tábor dokumentumait és megváltoztatta a véleményét. Kutatásait az 1989-ben kiadott Auschwitz: A gázkamrák technológiája és működése c. könyvében foglalta össze.
Henry Bienen, a Northwestern University egykori elnöke úgy véleményezte Butz állításait, hogy azok „a Northwesternre szégyent hoznak”. 60 munkatársa 2006-ban megrovásban részesítette Butzot, akinek a nézeteit „az emberségességgel és akadémiai színvonallal szembemenőnek” minősítette.A levél arra szólította fel Butzot, hogy hagyja el az egyetemet, mert nézetei csorbítják az egyetem hírnevét.

### Institute for Historical Review
1978-ban Willis Carto megalapította az Institute for Historical Review-t (kb. Történelem-felülvizsgáló Intézet), egy olyan szervezetet, amelynek célja az, hogy nyilvánosan vonja kétségbe a holokauszt általánosan elfogadott történelmi helyzetét. Az IHR törekedett arra, hogy a történeti revizionizmus tág keretei közöttinek mutassa magát, ezzel olyan nem neonáci közösséget is magához tudott csábítani, mint James J. Martin és Samuel Edward Konkin III. A szocialista kötődésű Paul Rassinier és az amerikai háborúellenes aktivista Harry Elmer Barnes írásainak terjesztésével pedig az IHR azt a benyomást kívánta kelteni, hogy a holokauszttagadás nem a neonáci mozgalmak sajátja. Az IHR posztumusz újrapublikálta Barnes írásait. Bár az IHR katalógusaiban jelentek meg más témákban mainstream kutatók által publikált írások, a nyomtatványaik túlnyomó részt a holokauszt tényeinek megkérdőjelezése teszi ki. Az IHR vált a legbefolyásosabb holokauszttagadó szervezetté, bár egy 1981-es per megtörte a lendületet. A pert Mel Mermelstein holokauszttúlélő indította, melynek során a bíróság kimondta, hogy a zsidók elgázosítása történelmi tény. A per utóhatása Willis Carto eltávolítása a szervezetből. Utóda Mark Weber lett.
Az IHR weblapján olvasható bemutatkozás úgy fogalmaz, hogy az IHR nem „tagadja” a holokausztot, sőt „semmilyen állásfoglalást nem fogalmaz meg semmilyen konkrét eseménnyel kapcsolatban.” Herman Otten lutheránus lelkész az 1989-ben megrendezett Kilencedik IHR Konferenciáján elmondta, hogy az IHR nem vitatja a zsidók tömeges deportálását koncentrációs táborokba és gettókba, de a tömeges kivégzések nem történtek meg, és a széles körben elfogadott hatmilliós áldozatszám „felelőtlen túlzás”.
A történészek szerint az IHR félrevezetően definiálja a „holokauszttagadás” fogalmát. Mark Weber így fogalmaz: „Ha a 'holokauszt' a zsidók politikai üldöztetését, néhányuk legyilkolását, néhány megtörtént gonoszságot jelent.. azt senki nem tagadja”. De ha valaki azt mondja, hogy a 'holokauszt' 6-8 zsidó koncentrációs táborokban véghez vitt szisztematikus legyilkolása, na úgy gondoljuk, arra nincs bizonyíték. Richard J. Evans Németország-szakértő és történész szerint a holokauszttagadó intézményeknél megszokott, hogy ezzel a jelentéstani érvvel élnek, mert így védekezhetnek azzal, hogy a történészek megpróbálják beszennyezni a hírnevüket, miközben az IHR-nél nem vitatják, hogy a második világháború alatt a meghurcoltatások következtében több százezer zsidó lelte halálát. Az IHR-nek ezzel az eszmefuttatással az a célja – írja Evans –, hogy elterelje a figyelmet arról, hogy több millió zsidó halálát igenis tagadják, akiket szánt szándékkal, tervezett keretek között semmisítettek meg gázkamrákban vagy golyók által.

### Bradley Smith és a Committee for Open Debate on the Holocaust
Bradley Smith az IHR egykori médiaigazgatója. 1987-ben megalapította a Committee for Open Debate on the Holocaust nevű szervezetet (kb. „A Holokauszt Nyílt Megvitatásáért Bizottság”). A bizottság holokauszttagadó anyagokat próbált terjeszteni, főleg egyetemi újságokon keresztül. Az írások általában meg is jelentek, de nem minden újság mutatott fogadókészséget. Bradley Smith mostanában más fórumokon hirdeti nézeteit, kevés sikerrel. 2009. szeptember 8-án a Harvard Crimson-ban Smith fizetett hirdetést jelentetett meg, amiért az újság szerkesztője utólag bocsánatot kért, majd közölte, „hiba történt”
Bradley „a CODOH-kampuszprojekt”-nek nevezi a kampányát. Vallja, hogy a hallgatókat kell elnyernie, mert ők „felületesek” és „üresfejűek”. Három/négy provokatív kérdést vet fel nekik, azt remélve, hogy felkelti a tanulók érdeklődését, és felteszik a megfelelő kérdéseket. Bradley szerint az üzenetnek minél egyszerűbbnek kell lennie, és a megfogalmazásnak is olyannak kell lennie, amivel „igazán nem lehet vitázni”. Számos egyetemi újságban (mint például a Brandeis Egyetemen, Bostoni Egyetemen, Pennsylvaniai Állami Egyetemen, és a Queens Egyetemen) teljes oldalas hirdetéseket jelentettek meg. Az írások egy része visszajelzés nélkül maradt, de voltak, amelyekre véleményrovatokban reagáltak.

## Revizionizmus és történettudomány
A holokauszttagadók gyakran használják magukra a „holokauszt-revizionista” (holocaust revisionist) kifejezést. Ez a megnevezés kritikusaik szerint félrevezető, mivel a „történelmi revizionizmus” (historical revisionism) a történelmi kutatások egyik fő módszere, nem más, mint a történelem ismételt felülvizsgálata a tények ismeretében. Ezzel szemben a holokauszttagadók revizionizmusát, a „negacionizmust” ellenzői történelmi tények szándékos félreértelmezésének tartják, azon megfigyelés alapján, hogy a holokauszttal kapcsolatos vallomások egyes inkonzisztenciáit felhasználva próbálják tagadni a holokauszt egészének megtörténtét, aminek ellenkezőjére bizonyítékot viszont felmutatni nem tudnak, továbbá állításaik cáfolatát rendre nem veszik figyelembe. Gordon McFee szavaival: „a revizionisták abból a következtetésből kiindulva, hogy a holokauszt nem következett be, haladnak visszafelé a tényeken, és azokat az előre rögzített végeredményhez alakítják. Más szóval, megfordítják a helyes metodológiát – feje tetejére állítva a tudományos kutatás bevett módszereit.” A Public Opinion Quarterly befolyásos társadalomtudományi folyóirat szerint „nincs olyan elismert történész, aki megkérdőjelezné a holokausztot, és azok, akik támogatják a holokauszttagadást, túlnyomórészt antiszemiták vagy neonácik.” A revizionisták által hivatkozott olyan munkák, mint Norman Finkelstein politológus művei nem holokauszttagadók, hanem a holokauszt tényének későbbi politikai vonatkozásaival, kihasználásával foglalkoznak.
A holokauszt-revizionisták viszont arra figyelmeztetnek, hogy a holokauszt napjaink nyugati civilizációjának egyetlen hivatalos vallása lett a maga ceremóniáival, emlékműveivel, ereklyéivel, az iskolai oktatásban történő indoktrinációjával; de miközben történelmünk során már eljutottunk odáig, hogy nem kötelező hinnünk Istenben, a Holokausztban való kételkedést a hatalom mégis erkölcsileg megbélyegzi, sőt több országban börtönnel bünteti.
A holokausztról való elfogulatlan párbeszéd és szabad történészi vita sokféle akadályba ütközik. Több országban, így Németországban és Franciaországban alkotmányosan tiltanak minden ez irányú párbeszédet, kommunikációt.

## A holokauszt-revizionisták állításai
A nürnbergi per során a győztes hatalmak törvényszéke a következőkkel vádolta a legyőzött Német Birodalom politikai, katonai és gazdasági vezetőit:
1. hogy elrendelték és megtervezték Európa zsidóságának fizikai megsemmisítését,
2. hogy erre a célra tömegpusztító eszközöket, gázkamrákat fejlesztettek ki és használtak,
3. hogy ezekkel és más eszközökkel hatmillió zsidó halálát okozták.

A holokauszt-revizionisták vélekedése szerint ezek a vádak nem állják meg a helyüket, sőt „az állítólagos hitleri gázkamrák és a zsidók állítólagos genocídiuma egyazon történelmi hazugság részeit alkotják, mely lehetőséget adott egy gigantikus politikai-gazdasági szélhámosságra, amelynek legfőbb haszonélvezője Izrael állam és a nemzetközi cionizmus, legfőbb áldozata pedig a német nép – de nem a vezetői – és az egész palesztin nép.”
A holokauszt-revizionisták álláspontja szerint a nürnbergi per során a győztes hatalmak törvényszéke által alkalmazott eljárás nem volt korrekt. Ezen álláspontjukat arra alapozzák, hogy a vádirat összeállításában részt vevő országok által benyújtott vádiratokat – mivel azokat a perben részt vevő államok hatóságai állították ki – a törvényszék okiratnak tekintette és ezáltal a vádirat állításainak valóságtartalmát a vádlóknak nem kellett bizonyítaniuk. A vádirat jellegéből következően a védelemnek kellett bizonyítania, hogy a vádak alaptalanok. Ugyanakkor a védelem munkáját minden eszközzel akadályozták.

London Charter of the International Military Tribunal, V. POWERS OF THE TRIBUNAL AND CONDUCT OF THE TRIAL bizonyíték kezeléséről szóló cikkelyei: 
19. cikkelyA Törvényszéket nem fogják kötni bizonyíték kezeléssel kapcsolatos technikai szabályok. A lehető legnagyobb mértékben befogad és alkalmaz eredményes és nem technikai eljárásokat, valamint elfogad bármely bizonyítékot, amely bizonyító erejűnek tűnik.
21. cikkelyA Törvényszéknek nem kell bizonyítékot kérnie köztudomású tényekkel kapcsolatban, de figyelembe veszi azokat. Szintén figyelembe veszi a hivatalos kormány dokumentumokat és az ENSZ jelentéseit, valamint a különböző országokban a háborús bűnök kivizsgálására felállított bizottságok ténykedéseit és dokumentumait, katonai vagy az Egyesült Nemzetek bármely más törvényszékeinek a feljegyzéseit és megállapításait.

Legismertebb holokauszt-revizionisták, akik a nürnbergi per vádiratait, eljárásait, történéseit kutatták: Carlos Whitlock Porter és David Irving.
A holokausztrevizionizmus legfontosabb téziseit Robert Faurisson professzor, ismert holokauszttagadó személyiség a következőképpen foglalja össze:

A Harmadik Birodalomban a németek a zsidókat Európa testéből kimetszeni (extirper) akarták, nem pedig kiirtani (exterminer). A zsidókérdésnek egy „területi jellegű végső megoldását” kívánták, nem pedig valamiféle fizikai megsemmisítés értelmében vett „végső megoldást”. (…) A németeknek voltak koncentrációs táboraik, de nem „megsemmisítő táboraik” (a kifejezés a szövetséges propaganda műve). Használtak fertőtlenítő gázkamrákat, amelyekben a Zyklon–B nevű cianid-alapú rovarirtószert használták, de soha nem voltak emberölésre szolgáló gázkamráik, vagy ilyen teherautóik. Krematóriumokat alkalmaztak a holttestek elhamvasztására, de nem arra, hogy élő embereket égessenek bennük. A háború után az állítólagos „náci atrocitásokat” ábrázoló fényképek betegeket, haldoklókat, halottakat mutatnak, de nem meggyilkoltakat. A szövetségesek blokádja, állandósult bombázásai és a csaknem hat éven át tartó konfliktus végén Németország által átélt apokalipszis miatt éhínség, járványok, elsősorban tífusz dúlta fel az országot, különösen a nyugati koncentrációs táborokat, melyek túlzsúfolttá váltak a keleti táborokból evakuált fogvatartottak tömeges érkezése miatt, hiányt szenvedve élelmiszerben, gyógyszerben, és a tífusz elleni védekezést szolgáló Zyklon-B készítményben.

(…)

Hitler soha nem rendelte el, vagy engedte meg, hogy bárkit megöljenek származása vagy vallása miatt. A zsidó áldozatok hatmilliós száma egy olyan kitaláció, melyet soha nem sikerült igazolni, a jeruzsálemi Jad Vasem intézet minden erőfeszítése ellenére sem.

– Robert Faurisson

## A holokauszttagadás kritikája
A holokauszttagadók kritikusai, tehát a hivatalos történettudomány képviselői szerint a holokauszttagadó történelemkutatók tevékenysége nem minősül tudományos kutatásnak, mivel a történelemtudomány módszertanát figyelmen kívül hagyják vagy kiferdítik azt. A holokauszttagadók a kívánt végkövetkeztetésből indulnak ki (azaz, hogy a holokauszt másképp zajlott le, mint ahogyan a történelemtudomány állítja, vagy meg se történt), ahhoz keresnek bizonyítékot. A konklúziót cáfoló bizonyítékokat vagy figyelmen kívül hagyják, vagy minden elfogadható érv nélkül elvetik azokat. Mondandójukat nem a tudományos közösségnek címezik, hanem a átlagemberhez, és a holokauszt szociológiai, kulturális vetületét tárgyalja.
A revizionisták nagy hangsúlyt fektetnek a holokauszt részletkérdései kitárgyalásába, azok felnagyításába. A velük vitatkozó történészek nem vitatják, hogy a holokauszt minden egyes részlete nincs és nem is lehet maradéktalanul bebizonyítva, de ebből helytelen azt a következtetést levonni, hogy a haláltáborok nem léteztek, és a holokauszt áldozatainak száma jóval kevesebb lenne, mint az általánosan elfogadott 5–6 millió. A nürnbergi per során bemutatott elsődleges bizonyítékok (fotók, dokumentumok) önmagukban is elegendőek ahhoz, hogy a holokauszt megtörténte bizonyítást nyerjen – vélik. A tanúvallomásokban fellelhető ellentmondások, a szövetséges propagandahúzások, az eddig tényként kezelt de azóta már megcáfolt mítoszok szerintük érdemben nem cáfolják a haláltáborok működését és a népirtás kiterveltségét. A történészek máig vitatkoznak egy-egy részletkérdésen, tudományos konferenciákon, publikációkon keresztül. A holokauszttagadó irodalom viszont a nagyközönségnek íródik, akik nincsenek tisztában a történelemkutatás jelenlegi állásával.

### A tudóstársadalom reakciója
A hivatalos történettudomány hozzáállását a holokauszttagadáshoz három kategóriába lehet sorolni. Vannak történészek, akik szerint a holokauszttagadókra való reagálás csak legitimálja a holokauszttagadást. Deborah Lipstadt úgy véli, a holokauszttagadók módszereit és motivációját érdemes leleplezni, de a konkrét állításokra reagálás „elfecsérelt idő.” A harmadik típusba pedig azok tartoznak, akik a konkrét állításokkal foglalkoznak és részletekbe menően igyekeznek cáfolni azokat.

## Híresebb holokausztrevizionista perek

### James Keegstra
1984-ben egy James Keegstra nevű kanadai középiskolai tanárt azzal vádoltak, hogy óráin holokauszttagadó kijelentéseket tett. Ügyvédje, Doug Christie azzal érvelt, hogy a kanadai büntető törvénykönyv gyűlöletbeszédet tiltó, 319{2}-es paragrafusa sérti a jogok és szabadságok kanadai chartája szólásszabadságot védő, 2(b)-s paragrafusát. Az ügy a Kanadai Legfelsőbb Bírósághoz került, ahol megállapították, hogy a törvény, amely alapján elítélték tényleg ütközik a szólásszabadság jogával, azonban indokolt szabálytalanságot is megállapított. Keegstrát elítélték és elbocsátották állásából.
- "A botrány akkor robbant ki, amikor a tanár zsidóellenes (és katolikusellenes) kijelentései miatt néhány eckville-i tanár 1981-ben felemelte a hangját, amit a kerületi szuperintendens (Robert David) sem hagyhatott szó nélkül. Elindult egy eseménysorozat, amely Keegstra elbocsátásával és elítélésével zárult."[45]

### Ernst Zündel
Ernst Zündelt először 1985-ben fogták perbe, ám akkor felmentették, ugyanis a bíróság nem találta megalapozottnak az ellene felmerült vádakat. Legutóbb 2005-ben indult ellene eljárás, amikor is kitoloncolták Németországba, majd ott emeltek ellene vádat. 2007-ben 5 év szabadságvesztésre ítélték. A vád: 14 rendbeli gyűlöletkeltés, valamint náci és antiszemita propaganda volt. Tárgyalásán a védelem nem használhatott törvényszéki és dokumentációs bizonyítékokat. Sylvia Stolzot, Zündel védőügyvédjét 3 és fél év börtönre ítélték, az általa a védelem bizonyítékaként benyújtott anyagok miatt, amelyekkel állítólag szabotálta az eljárást. Az ügyvédnőt ezen felül 5 évre eltiltották hivatása gyakorlásától.
Zündel 2010. március 1-jén szabadult a mannheimi börtönből.

### Jürgen Graf
Jürgen Graf holokausztrevizionista történészt és kiadóját Gerhard Förstert 1998-ban népirtás kisebbítéssel és vallási diszkriminációval vádolták.
Jürgen Grafot 15 havi börtönbüntetésre ítélték, és 40 ezer frank megfizetésére kötelezték.
Gerhard Förstert 12 hónap szabadságvesztésre és pénzbüntetésre ítélték, de néhány héttel a tárgyalás után elhunyt.
A védelem fellebbezett, azonban a folyamodványt elutasították.
Jürgen Graf miután a Legfelsőbb Bíróság helybenhagyta az ítéletet, Fehéroroszországba, majd Oroszországba emigrált.

## Törvénnyel a holokauszttagadás ellen
| Ország        | Minimum             | Maximum  |
| ------------- | ------------------- | -------- |
| Magyarország  |                     | 3 év     |
| Ausztria      |                     | 20 év    |
| Belgium       | Bírság              | 1 év     |
| Csehország    | 6 hónap             | 3 év     |
| Franciaország | Bírság vagy 1 hónap | 2 év     |
| Németország   | Bírság vagy 1 hónap | 5 év     |
| Izrael        | 1 év                | 5 év     |
| Litvánia      | Bírság vagy 2 év    | 10 év    |
| Lengyelország | Bírság vagy 3 hónap | 3 év     |
| Románia       | 6 hónap             | 3-5 év   |
| Szlovákia     | Bírság vagy 1 hónap | 3 év     |
| Svájc         | Bírság vagy 1 év    | 15 hónap |

A holokauszt bárminemű megkérdőjelezése, vitatása és tagadása az alábbi országokban büntetendő: Ausztria (Tilalmi Törvény 1947), Belgium (törvény a holokauszttagadás ellen), Csehország, Franciaország (Loi Gayssot),Magyarország (Btk. 333. §),Németország (StGB § 194 (1. 2.), StGB § 130 )  , Litvánia, Lengyelország, Románia, Szlovákia  és Izrael államban is büntetendő.
Olaszország 2007. január 25-én bevezette a rasszista megkülönböztetés és a szexuális diszkrimináció elleni törvényt – amit egyszerűen „holokauszttörvénynek” neveznek a nyilvános vitákon. Olaszország ugyanebben az évben 2007-ben utasított el egy holokauszttagadás büntethetőségét lehetővé tevő törvényjavaslatot, amely 4 évig terjedő szabadságvesztéssel javasolta büntetni azt.
Spanyolország 2007 októberében törölte el a holokauszttagadás büntethetőségét. Hollandia 2006-ban elutasított egy törvénytervezetet amely 1 évig terjedő szabadságvesztést indítványozott. Ezt megelőzően az Egyesült Királyság két alkalommal utasított el holokauszttagadás büntethetőségének bevezetését indítványozó törvényt. Dánia, Svédország és Bosznia-Hercegovina szintén elutasította a holokauszttagadás büntethetőségét.
A holokauszttagadás önmagában nem büntethető Svájcban, de a népirtás illetve egyéb emberiség ellenes bűnök tagadása börtönnel vagy pénzbírsággal büntetendő, ha ez együtt jár valamely személy, vagy személyek csoportja elleni gyűlöletkeltéssel, diszkriminációval.
Hiller István 2009. április 20-án kezdeményezte a holokauszttagadást büntető törvény bevezetését. A kezdeményezést a budai várban, április 18-án tartott szélsőjobboldali tüntetés váltotta ki, ahol szónokok kijelentették, hogy a holokauszt nem történt meg és zsidóellenes jelszavakat is skandáltak. 2010 februárjában Mesterházy Attila javaslatára elfogadta a parlament a törvényt, Sólyom László március 10-én alá is írta. 2010 áprilisától akár 3 év szabadságvesztést is kaphat az, aki a törvény szerint nagy nyilvánosság előtt a holokauszt áldozatának méltóságát azáltal sérti, hogy a holokauszt tényét tagadja, kétségbe vonja vagy jelentéktelen színben tünteti fel.
A Szonda Ipsos és a Holokauszt Emlékközpont 2009 októberében ismertetett felmérése szerint Magyarországon a lakosság 12%-a tagadja a holokausztot. Az átlagnál kissé magasabb a holokauszttagadók aránya a férfiak, a nyolc általánost végzettek, a középfokú szakképzettséggel rendelkezők és a 18-29 év közötti fiatalok között.

### Európai Unió
Nagy erőfeszítések történtek a holokauszttagadás büntethetővé tételére az EU-ban. Ennek eredményeképpen 1996. július 15-én az EU Tanács együttes fellépést fogadott el (96/443/IB) amely szerint a tagállamok vállalják a hatékony igazságügyi együttműködést a rasszista vagy idegengyűlölő magatartáson alapuló bűncselekmények tekintetében. Ennek része a Nemzetközi Katonai Törvényszéknek az 1945. április 8-i londoni megállapodáshoz csatolt alapokmányának 6. cikkében meghatározott bűncselekmények nyilvános tagadásának büntethetővé tétele, amennyiben az bőrszín, faj, vallás vagy nemzeti vagy etnikai hovatartozás alapján meghatározott személyek csoportjára vagy ilyen csoport tagjára megvető vagy lealacsonyító magatartásban fejeződik ki.
Az Európa Tanács 2003. évi Számítógépes bűnözésről szóló egyezményének kiegészítő jegyzőkönyve – amely a számítógépes rendszerek felhasználásával elkövetett rasszista és idegengyűlölő tevékenységek üldözésének kérdésével foglalkozik – a népirtások, illetve a emberiség ellenes bűncselekmények tagadását, durva lekicsinylését, helyeselését, igazolásának kísérletét nevesítő címszó alatt szintén foglalkozik a kérdéssel. Ez a jegyzőkönyv nem rendelkezik törvényi státusszal.

A német elnökség alatt kísérlet történt ennek a tiltásnak a kiterjesztésére. Ezt Nagy-Britannia és az észak-európai országok megakadályozták. Ennek következtében az EU nem tiltotta meg a holokauszttagadást.
Az Európai Unió rasszizmus és idegengyűlölet elleni kerethatározatában (2007. április 19., Luxembourg) olyan ajánlást tartalmaz amely elvileg közvetve, nem nevesített módon érinthetné a holokauszttagadás büntethetőségét. Ez az ajánlás egytől három évig terjedő szabadságvesztéssel büntetné az elkövetőt.
Mindazonáltal az ajánlásoknak nincs jogkövetkezménye az aláíróknak arra a kötelezettségére, amely változatlanul előírja számukra az alapvető jogok és alapvető törvényes elvek, köztük a szólásszabadság és a szabad társulásra vonatkozó jog tiszteletben tartását.
Tagállamoknak nem kell módosítaniuk az alkotmányos szabályaikat és alapelveiket, amelyek a társulás szabadságára, sajtószabadságra és a szólásszabadságra vonatkoznak.

## Holokauszttagadó, revizionista weboldalak
- Institute for Historical Review
- Aaargh (L'Association des Anciens Amateurs de Récits de Guerres et d'Holocaustes)
- Historical Revisionism by Vrij Historisch Onderzoek Archiválva 2017. október 9-i dátummal a Wayback Machine-ben
- Ernst Zündel weboldala

## Kapcsolódó szócikk
- Népirtástagadás